# Baie de Tampa

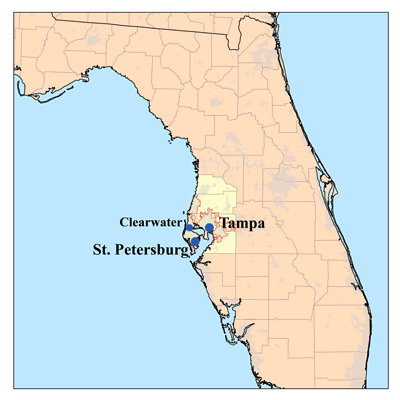
Baie de Tampa en Floride.

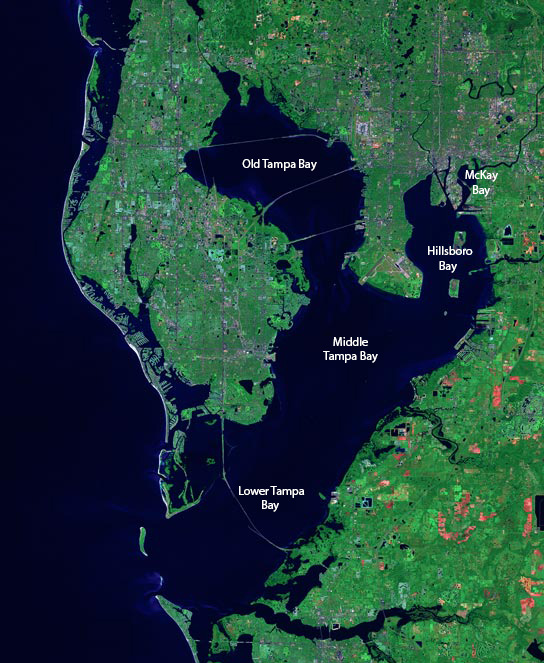
Baie de Tampa.

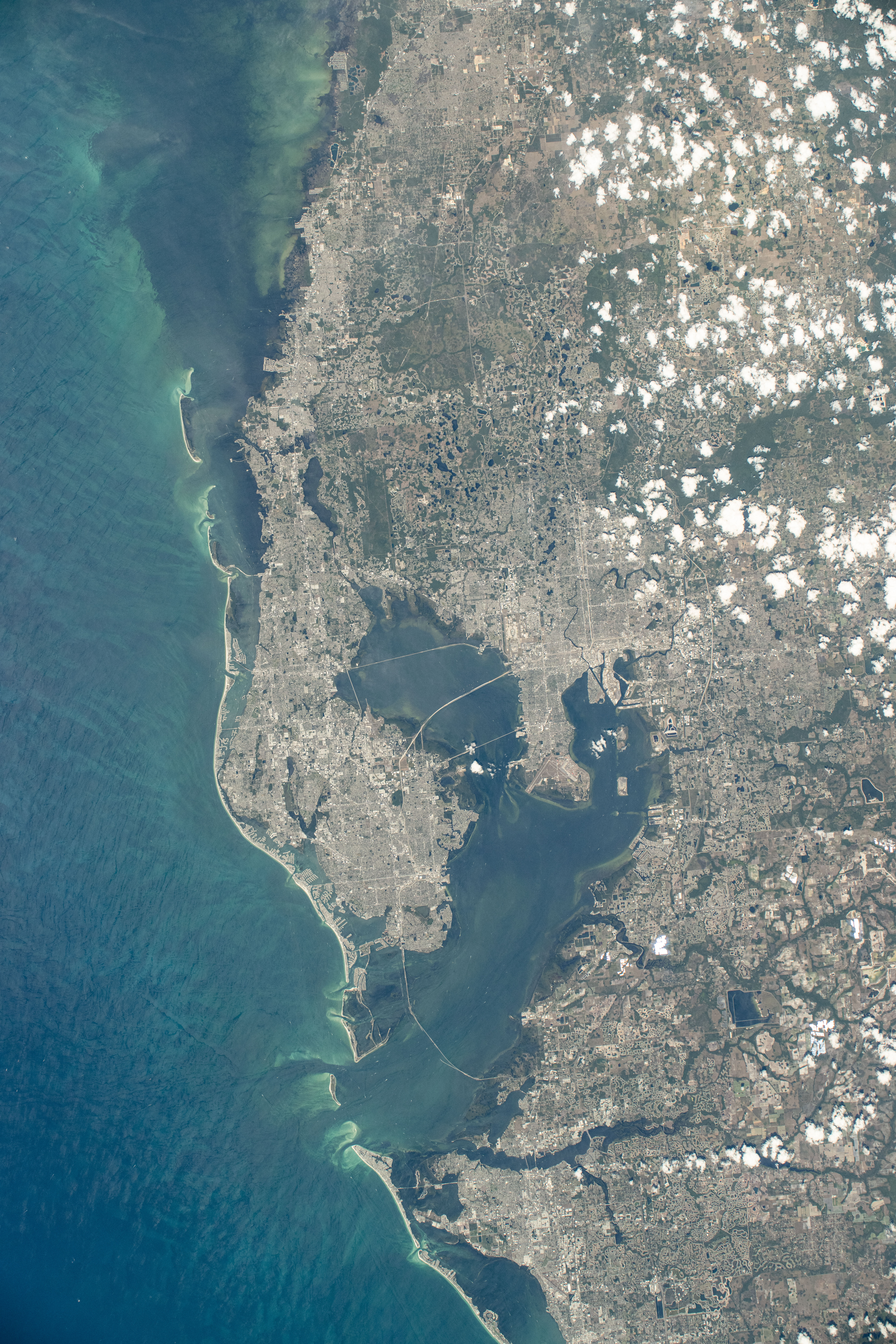
Vue satellite de la baie de Tampa, couleurs naturelles.

La baie de Tampa (en anglais Tampa Bay) est une baie située sur la côte ouest de la Floride (États-Unis), ouvrant sur le golfe du Mexique.
Elle forme un grand port naturel et un estuaire peu profond.

## Situation, description
La baie de Tampa est partagée entre le comté de Hillsborough à l'est et le comté de Pinellas à l'ouest. Elle est à l'extrémité sud de la Big Bend Coast.
Elle est formée de plusieurs baies : 
Hillsborough Bay (nord-est), 
McKay Bay (en) (extrême nord-est),
Old Tampa Bay (nord-ouest), Middle Tampa Bay (centre) et
Lower Tampa Bay (sud).
Elle est bordée notamment par Tampa, Clearwater et St. Petersburg (comté de Pinellas), ainsi que de nombreuses autres villes de l'aire urbaine de Tampa Bay. On y trouve des plages de sable blanc somptueuses et très larges.
Elle est partiellement fermée par des îles barrières. Sa surface totale est d'environ 1 000 km2 mais sa profondeur ne dépasse pas 4 m, sauf dans une dépression karstique naturelle au centre du bassin, qui atteint 9 m de profondeur.

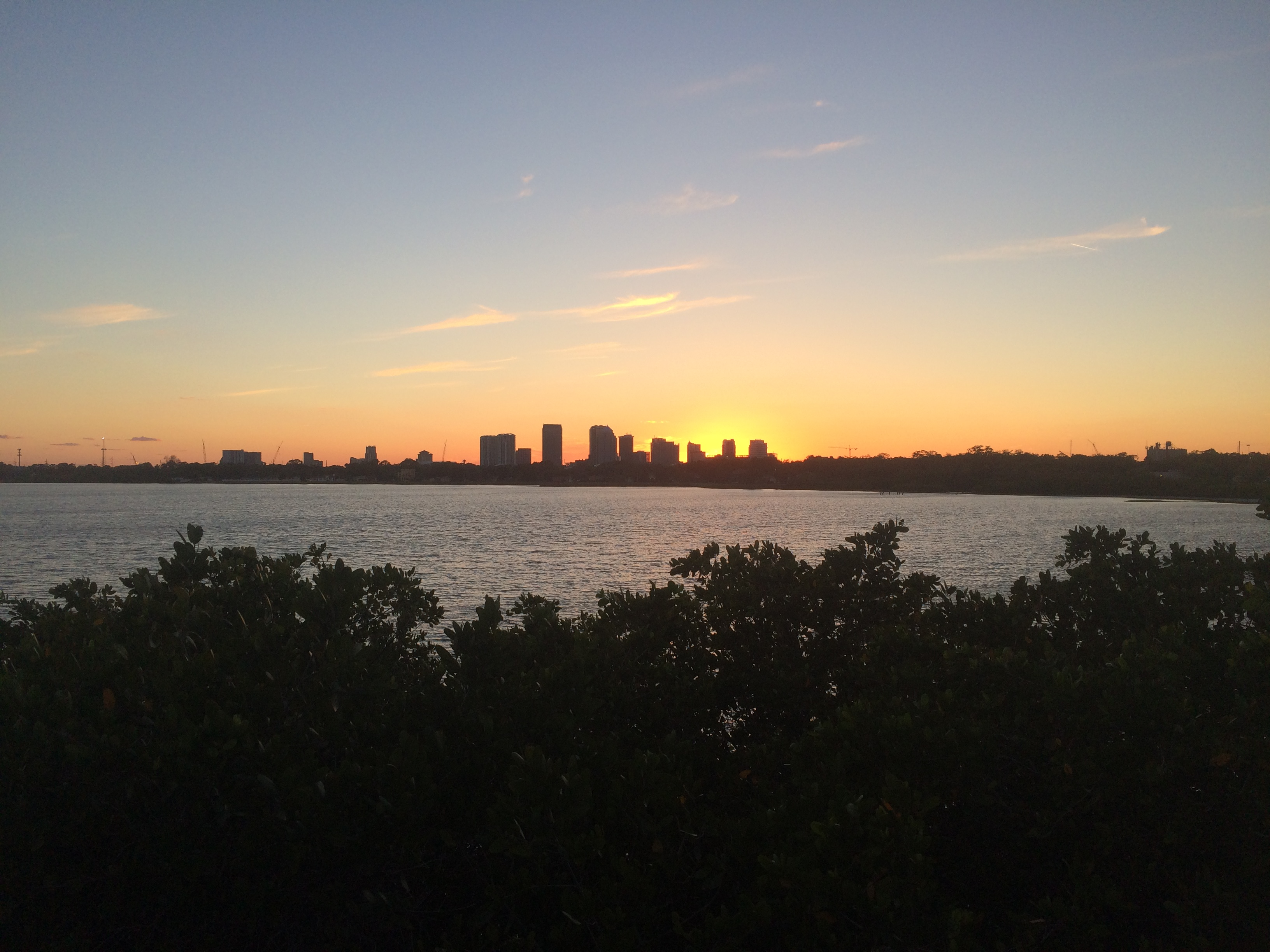
McKay Bay (en) et Tampa à l'horizon.
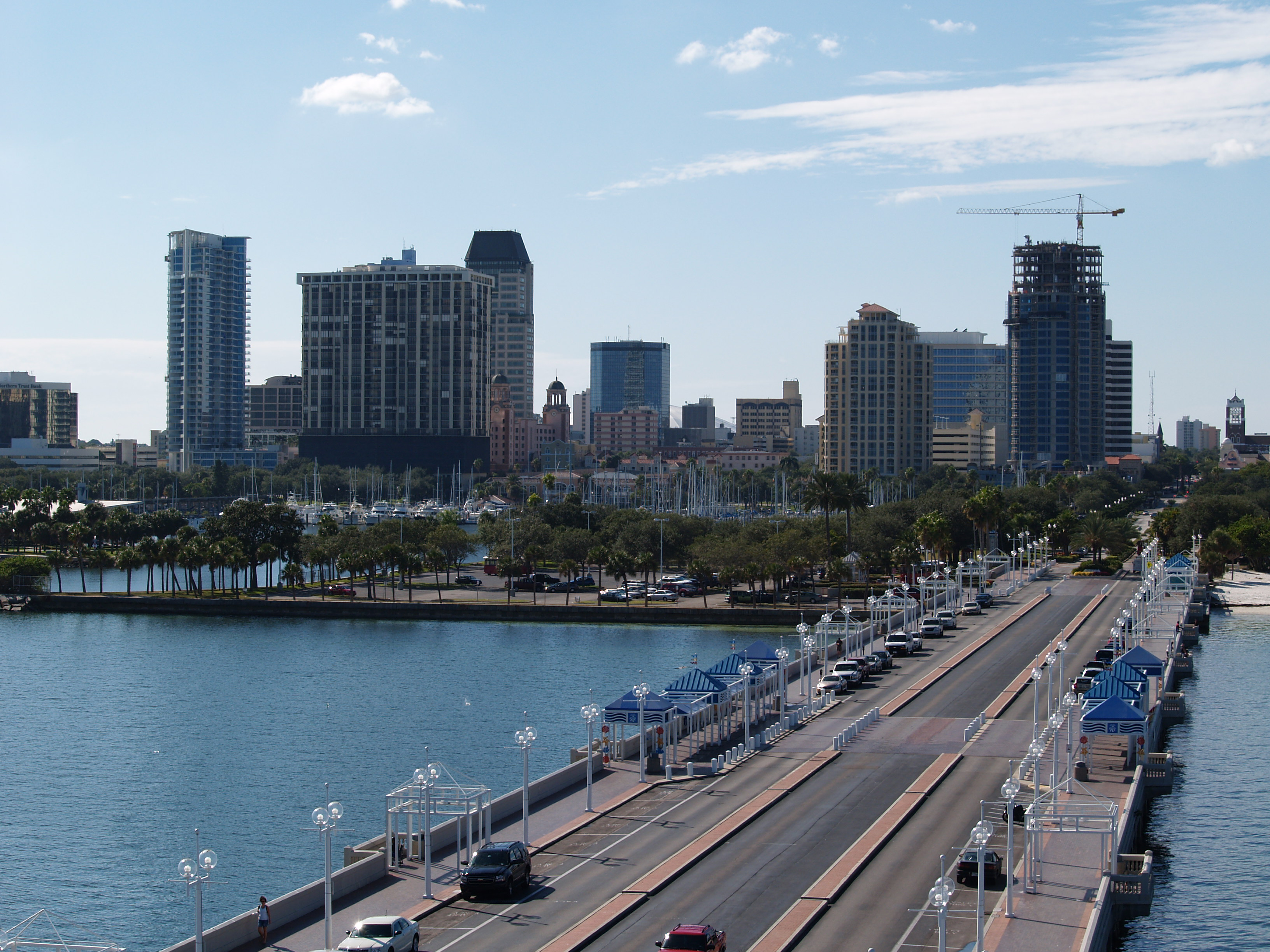
St Petersburg vu depuis la jetée.

Plusieurs fleuves se déversent dans la baie : 
le déversement du lac Tarpon au nord ; 
le Hillsborough au nord-est ;
l'Alafia (en) à l'est ;
la Little Manatee (en) au sud-est ;
la Manatee au sud,.
(L'Anclote (en) se déverse directement dans le golfe du Mexique, au nord de la baie.)

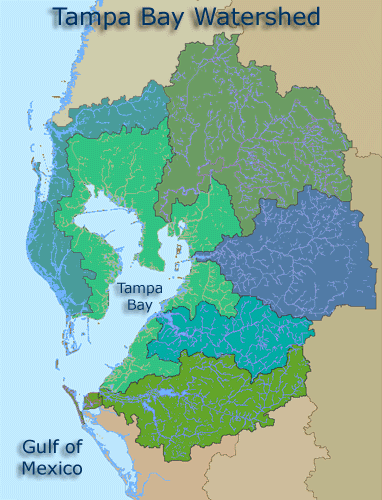
Les bassins versants se déversant dans la baie.

## Histoire

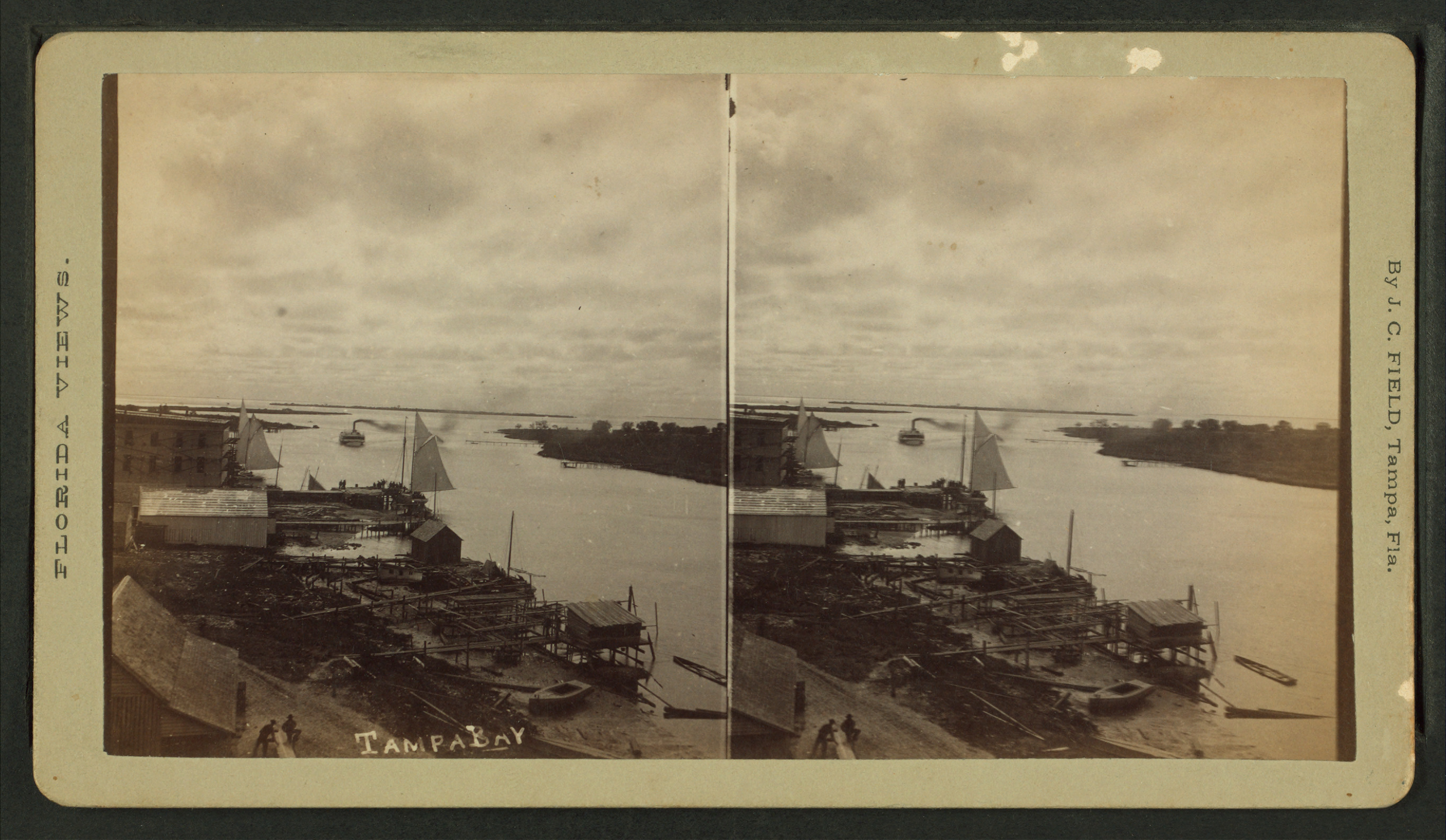
Baie de Tampa, en 1845.

### Océanographie
La baie s'est formée il y a approximativement 6 000 ans à partir d'un aber d'eau saumâtre, relié au golfe du Mexique par sa large embouchure. Avant cela, c'était un grand lac d'eau douce, probablement alimenté par la couche aquifère de Floride au travers de sources naturelles. Cependant le processus exact de la transformation de lac à baie n'est pas complètement compris, la principale théorie est que l'élévation du niveau des mers après la dernière période glaciaire ajoutée à la formation d'une massive doline près de l'embouchure actuelle de la baie créèrent un raccordement entre le lac et le golfe.